# La Historia Química de una Vela

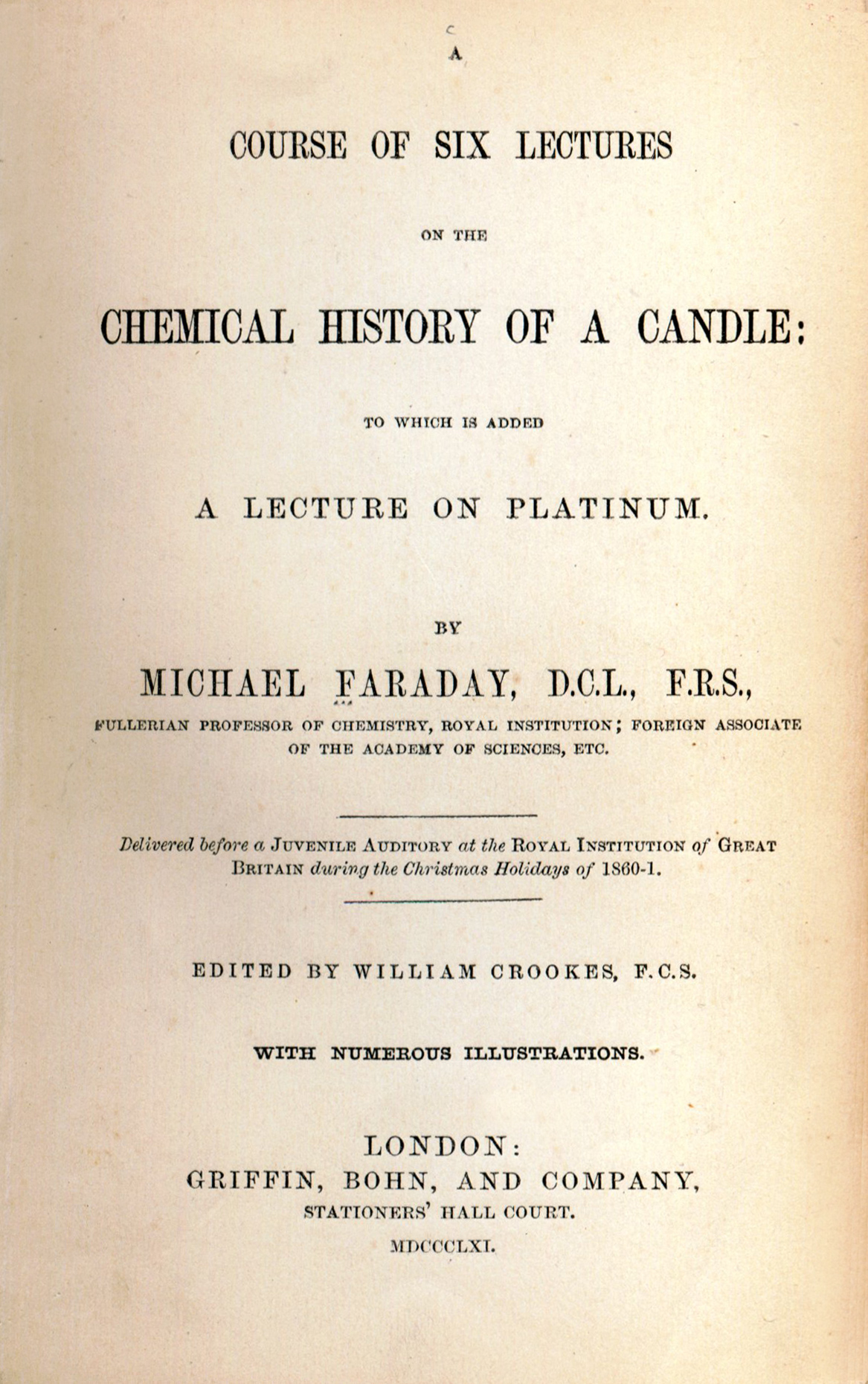
Portada de la primera edición impresa.

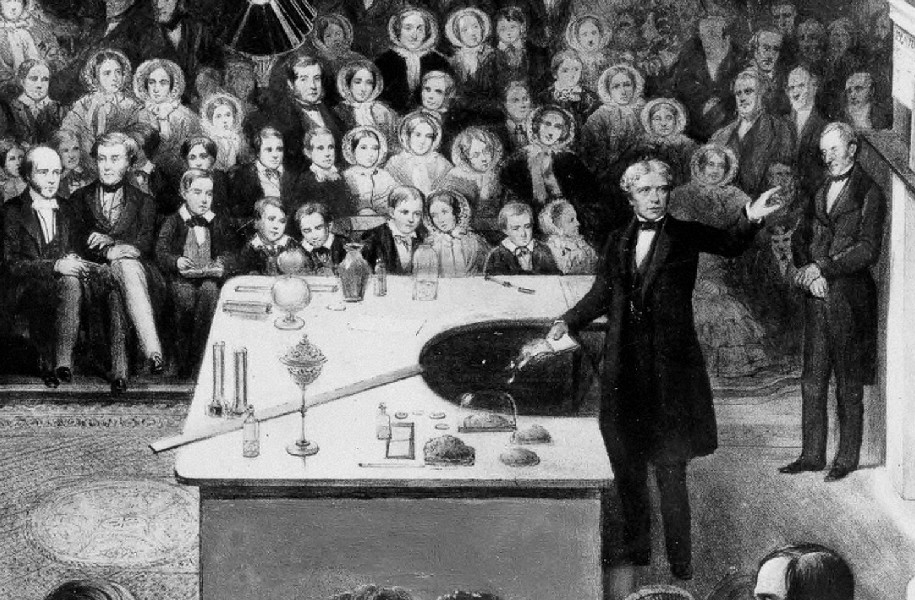
Faraday en una de sus conferencias.

La historia química de una vela (del inglés: The Chemical History of a Candle) fue el título de una serie de seis conferencias sobre los aspectos físicos y químicos de la llama que Michael Faraday ofreció todas las Navidades durante 35 años en el Royal Institution y que dieron origen a las Conferencias Navideñas de la Royal Institution que aún se imparten anualmente y que mantienen esta denominación.
La conferencia describe las diferentes zonas de combustión en la llama de una vela, y la presencia de partículas de carbón en la zona luminosa. La desmostración incluye la obtención y el examen de las propiedades de hidrógeno, oxígeno, nitrógeno y dióxido de carbono. 
Faraday enfatizaba en que muchas de las demostraciones y experimentos llevados a cabo en la conferencia podían realizarse por niños en casa, haciendo hincapié en la necesaria precaución al llevarlos a cabo.
Las conferencias fueron impresas en un libro en 1861.